# Meat the Truth - Carne, la verità sconosciuta
Meat the truth - Carne, la verità sconosciuta (Meat the Truth) è un film documentario del 2007 diretto da Gertjan Zwanikken e Karen Soeters. 

## Trama
Il documentario, che ha per protagonista la parlamentare olandese Marianne Thieme, nasce come risposta critica al film Una scomoda verità di Al Gore. L'allevamento intensivo è infatti classificato come uno dei fattori primari nella diffusione dei cambiamenti climatici, nonché la maggiore causa a livello mondiale delle emissioni di gas serra del 18%, che superano di gran lunga il settore internazionale dei trasporti (13%). L'industria zootecnica, oltre al dispendio di terreno, acqua ed energia, impiega soprattutto la coltivazione intensiva di mangimi (tra cui soia e mais) per sfamare principalmente il bestiame, quando al contrario sarebbe più efficiente utilizzare il 10% dei terreni agricoli per la coltura di cibo di origine vegetale (frutta, verdura, legumi, frutta secca, semi e cereali) e destinarli al diretto consumo umano. Nel caso il diffuso consumo di carne verrà sostituito dai sopracitati alimenti, ciò potrebbe portare una riduzione significativa del riscaldamento globale.
Il contenuto del film si focalizza principalmente sul rapporto della FAO Livestock's Long Shadow e sulle ricerche dell'Istituto per gli Studi Ambientali della Vrije Universiteit di Amsterdam. Vengono intervistati anche vari autori coinvolti nelle ricerche, tra cui il dott. Henning Steinfeld della FAO e il dott. Harry Aiking della Vrije Universiteit, così come l'ex-allevatore Howard Lyman (diventato vegano a seguito di problemi di salute e sostenitore dell'agricoltura biologica), Danielle Nierenberg del Worldwatch Institute, il dott. Matt Prescott della PETA, Wayne Pacelle della Humane Society degli Stati Uniti e Patricia Schutte del Voedingscentrum.